# Ставропольский край

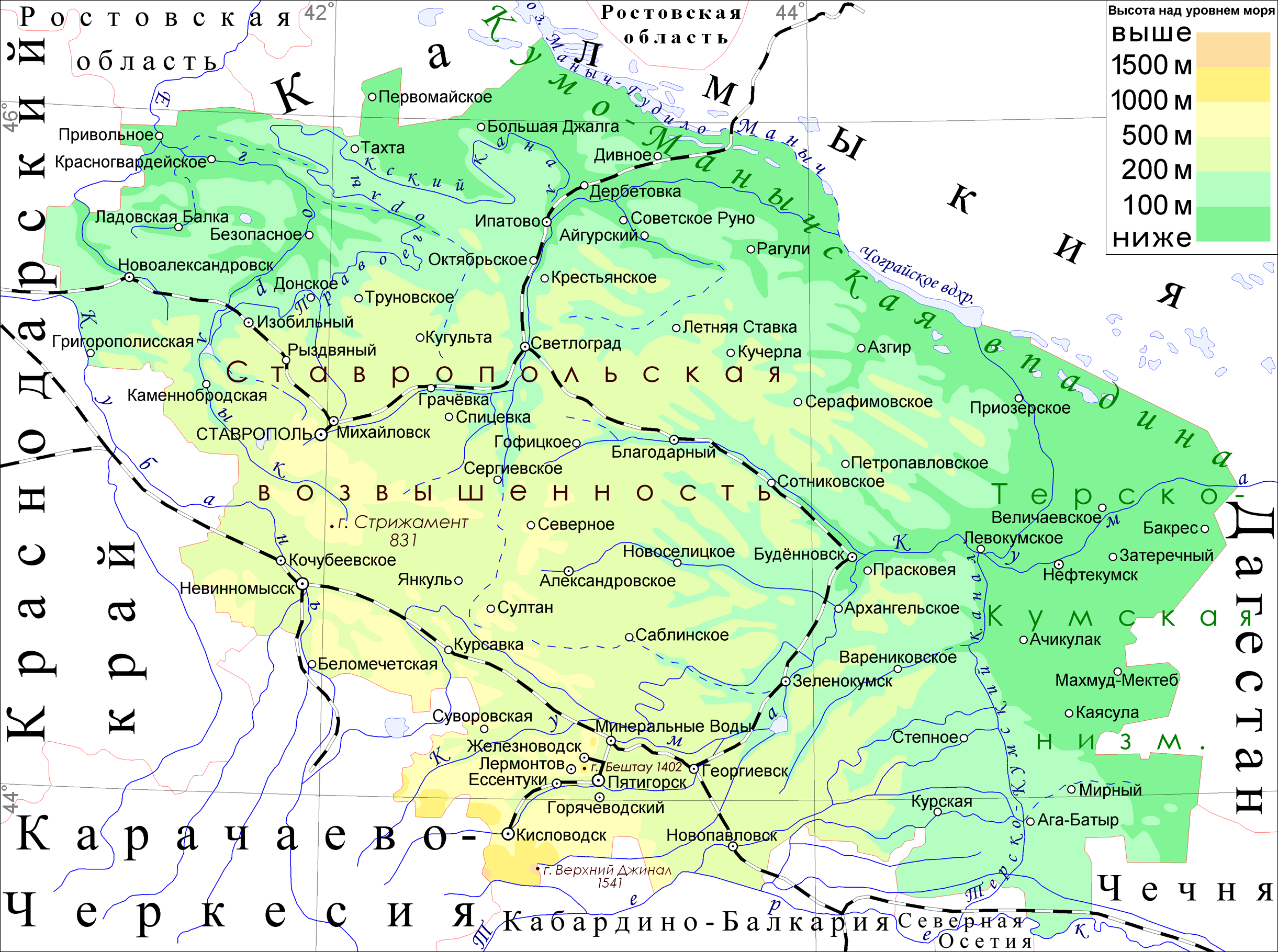
карта Ставропольского края

Ставропо́льский край (неофициально Ставропо́лье) — субъект Российской Федерации, входит в состав Северо-Кавказского федерального округа, является частью Северо-Кавказского экономического района.
Административный центр — город Ставрополь.
День Ставропольского края отмечается ежегодно в третью субботу сентября.

## Физико-географическая характеристика
География
Расположен в центральной части Предкавказья и на северном склоне Большого Кавказа. Ставропольский край протянулся на 285 км с севера на юг и на 370 км с запада на восток.
Крайняя северная точка региона (46°14′ с. ш.) находится в 21 км к северо-западу от села Манычское; крайняя южная (43°59′ с. ш.) — к югу от станицы Галюгаевской; крайняя западная (40°48′ в. д.) — в 5 км к западу от посёлка Радуга; крайняя восточная (45°47′ в. д.) — в 18 км к северо-востоку от аула Бакрес.
На западе и юго-западе Ставропольский край граничит с Краснодарским краем, на северо-западе с Ростовской областью, на севере и северо-востоке с Калмыкией, на востоке с Дагестаном, на юго-востоке с Чеченской Республикой, на юге с Северной Осетией-Аланией, Карачаево-Черкесской и Кабардино-Балкарской республиками.
Рельеф, геология и полезные ископаемые
Большая часть территории Ставропольского края занята Ставропольской возвышенностью, переходящей на востоке в Терско-Кумскую низменность (Ногайская степь). На севере возвышенность сливается с Кумо-Манычской впадиной. В полосе предгорий выделяется район Кавказских Минеральных Вод с горами-лакколитами, высотой до 1401 м (г. Бештау). Наивысшая точка края — гора Университетская, 1603 метров над уровнем моря.
Полезные ископаемые — природный газ, нефть, полиметаллы, содержащие уран, строительные материалы. Наиболее известные месторождения: газа — Северо-Ставропольско-Пелагиадинское (запасы около 229 млрд м³) и Сенгилеевское; газового конденсата — Мирненское и Расшеватское; нефти — Прасковейское.
Высок потенциал геотермальных вод края, разведано четыре крупных месторождения: Казьминское, Георгиевское, Терско-Галюгаевское и Нижне-Зеленчукское с общим дебитом в 12 тыс. м³/сут.
Запасы строительного сырья на конец 1990-х: глин для производства кирпича и черепицы — 90 млн м, керамзита — 12 млн м³, силикатных изделий — 125 млн м³, песчано-гравийных материалов — 290 млн м³, строительного камня — 170 млн м³, стекла — 4,6 млн т.
Особое богатство края — минеральные лечебные воды. На 2000-е используется около 1370 м³/сут., что составляет только 10 % от потенциала.

### Климат
Климат умеренно континентальный. Средняя температура января −5 °С (в горах до −10 °C), июля от +22…+25 °C (в горах до +14 °C). Осадков выпадает: на равнине 300—500 мм в год, в предгорьях — свыше 600 мм. Продолжительность вегетационного периода — 180—185 дней. На территории края действуют 16 метеорологических станций Росгидромета (по данным на начало 2018 г.).

### Гидрография
Основные реки — Кубань, Кума, Малка, Подкумок, Золка, Калаус, Егорлык, Большой Зеленчук, Кура, Маныч и др. Озёра немногочисленны: Тамбуканское озеро (с запасами лечебной грязи), часть озера Маныч-Гудило, озеро Цаган-Хак, Сенгилеевское водохранилище, Кравцово озеро и др. На территории края функционируют 25 гидрологических постов, отслеживающих уровни воды и другие важные параметры рек и водоёмов, и 1 гидрологическая станция (в Пятигорске).
Реки и сбросные каналы региона обладают значительным энергетическим потенциалом, реализуемым на 2000-е годы в размере до 750 млн кВт·ч/год.

### Почвы
Ставропольский край расположен, в основном, в степной и полупустынных зонах. Почвы главным образом чернозёмы (южные и обыкновенные) и каштановые (светлокаштановые, каштановые и тёмнокаштановые). Преобладают разнотравно-злаковые и злаковые степи, на востоке и северо-востоке — полынно-злаковая растительность с солонцами и солончаками. Степи большей частью распаханы.

### Животный и растительный мир
На высоких участках Ставропольской возвышенности — массивы широколиственных дубово-грабовых лесов (участки лесостепи). В степи обитают грызуны (суслики, полёвки, хомяки, тушканчики и др.), встречаются ушастые ежи, ласки, лисицы, волки. В плавнях Кумы — камышовые кошки и кабаны. На озёрах и болотах много водоплавающей птицы.

### Государственные памятники природы краевого значения
15 сентября 1961 года принято постановление о присвоении статуса государственного памятника природы краевого значения: Дубовому лесу на Прикалаусских высотах, пещере «Каменные сараи», урочищу «Семистожки», буковому лесу на Воровсколесских высотах (Чумацкий лес), Георгиевскому песчаному карьеру, озеру Птичье, долине реки Кубань у станицы Барсуковской, Беломечётскому песчаному карьеру, Кармалиновскому песчаному карьеру, Баталинскому минеральному источнику, Баталинской пещере, участкам тиса ягодного в Бекешевском и Боргустанском лесничествах, скалам «Броненосец» и «Миноносец», буковому участку на горе Стрижамент, Лопатинской лесной даче, Каменному хаосу на северном склоне горы Стрижамент, полосе скал и оползших глыб среднесарматского известняка в верховьях балки Татарки, Четвёртой балке, Косякинскому песчаному карьеру, Лермонтовской скале, Лермонтовскому водопаду, группе скал «Красные камни», «Кольцо-горе», Пятигорскому большому провалу, горам: Машук, Дубровка (Бритая), Бештау, Острая, Тупая, Медовая, Железная, Развалка, Брык, Куцай, Верблюд, Кинжал, Кокуртлы, Змейка, Лысая, Золотой Курган, Джуца, Бык, Юца, Шелудивая.

### Заказники
17 августа 2001 года образованы государственные природные заказники краевого значения: Александровский, Арзгирский, Дебри, Лесная дача, Бештаугорский, Восточный, Новоселицкий, Приозерный.

## История
Ставропольский край образован 13 февраля 1924 как Юго-Восточная область (край).
18 апреля 1926 года начало работы краевого радио.
16 октября 1924 — 13 марта 1937 — Северо-Кавказский край. 10 января 1934 года край был разделён на две самостоятельные административно-территориальные единицы: Азово-Черноморский край, с центром в Ростове-на-Дону и Северо-Кавказский край, центром которого стал Пятигорск. 13 марта 1937 года, после смерти Серго Орджоникидзе, для увековечивания памяти революционера Северо-Кавказский край был переименован в Орджоникидзевский.
22 февраля 1938 года в состав края были переданы пять северных районов Дагестанской АССР (Ачикулакский, Караногайский, Каясулинский, Кизлярский, Шелковской). Из них был образован Кизлярский автономный округ с центром в городе Кизляре. Таким образом, в состав края стало входить 2 автономных области (Карачаевская и Черкесская), 1 округ, 39 районов и 8 городов краевого подчинения.
12 января 1943 года Указом Президиума Верховного Совета СССР административный центр края город Ворошиловск был переименован в Ставрополь, а Орджоникидзевский край — в Ставропольский.
26 января 1943 года край освобождён от немецко-фашистских захватчиков.
12 октября 1943 года была упразднена Карачаевская автономная область.
27 декабря 1943 года из состава упразднённой Калмыцкой АССР был передан Приютненский район.
1 марта 1944 года из состава края в состав Северо-Осетинской АССР был передан Моздокский район.
22 марта 1944 года после упразднения Чечено-Ингушской АССР была образована Грозненская область, в состав которой вошли все районы ликвидированного Кизлярского округа.
14 января 1952 в состав Ставропольского края из Астраханской области передан Степновский район и переименован в Степной.
14 марта 1955 года Указом Президиума ВС СССР в состав края из Грузинской ССР передан Клухорский район.
2 ноября 1956 года Туркменский район был упразднён с передачей территории Петровскому, Благодарненскому и Арзгирскому районам.
12 января 1957 года в составе Ставропольского края были образованы Калмыцкая автономная область, которой были переданы Степной и Черноземельский районы, и Карачаево-Черкесская автономная область, которой были переданы Зеленчукский, Карачаевский и Усть-Джегутинский районы.
19 июля 1958 года большая часть территории Калмыцкой автономной области была выделена из состава Ставропольского края и преобразована в Калмыцкую АССР.
30 сентября 1958 года указом Президиума Верховного Совета РСФСР Спицевский район Ставропольского края был переименован в Старомарьевский район; упразднены: Каясулинский район (с передачей его территории в состав Ачикулакского района), Новоселицкий район (с передачей его территории в состав Александровского и Прикумского районов), Степновский район (с передачей его территории в состав Воронцово-Александровского района) и Шпаковский район (с передачей его территории в состав Старомарьевского и Труновского районов.
8 октября 1958 года указом Президиума Верховного Совета СССР Ставропольский край награждён орденом Ленина.
1 февраля 1963 года указом Президиума Верховного Совета РСФСР в Ставропольском крае были образованы следующие районы (вместо существующих):
- Александровский, Апанасенковский, Благодарненский, Георгиевский, Изобильненский, Ипатовский, Кочубеевский, Красногвардейский, Курский, Левокумский, Минераловодский, Петровский район, Прикумский, Советский и Шпаковский сельские районы;
- Нефтекумский промышленный район.

12 января 1965 года Президиум Верховного Совета РСФСР постановил:
- образовать районы: Нефтекумский район — центр рабочий посёлок Нефтекумск; Предгорный — центр станица Ессентукская;
- упразднить Нефтекумский промышленный район;
- Арзгирский, Александровский, Апанасенковский, Благодарненский, Георгиевский, Изобильненский, Ипатовский, Кочубеевский, Красногвардейский, Курский район, Левокумский, Минераловодский, Новоалександровский район, Петровский район, Прикумский, Советский и Шпаковский сельские районы преобразовать в районы.

11 декабря 1970 года был восстановлен Туркменский район. 15 марта 1984 года Курсавский район переименован в Андроповский (в честь Ю. В. Андропова).
3 июля 1991 года Карачаево-Черкесская автономная область вышла из состава Ставропольского края и преобразована в Карачаево-Черкесскую Советскую Социалистическую Республику.

## Население

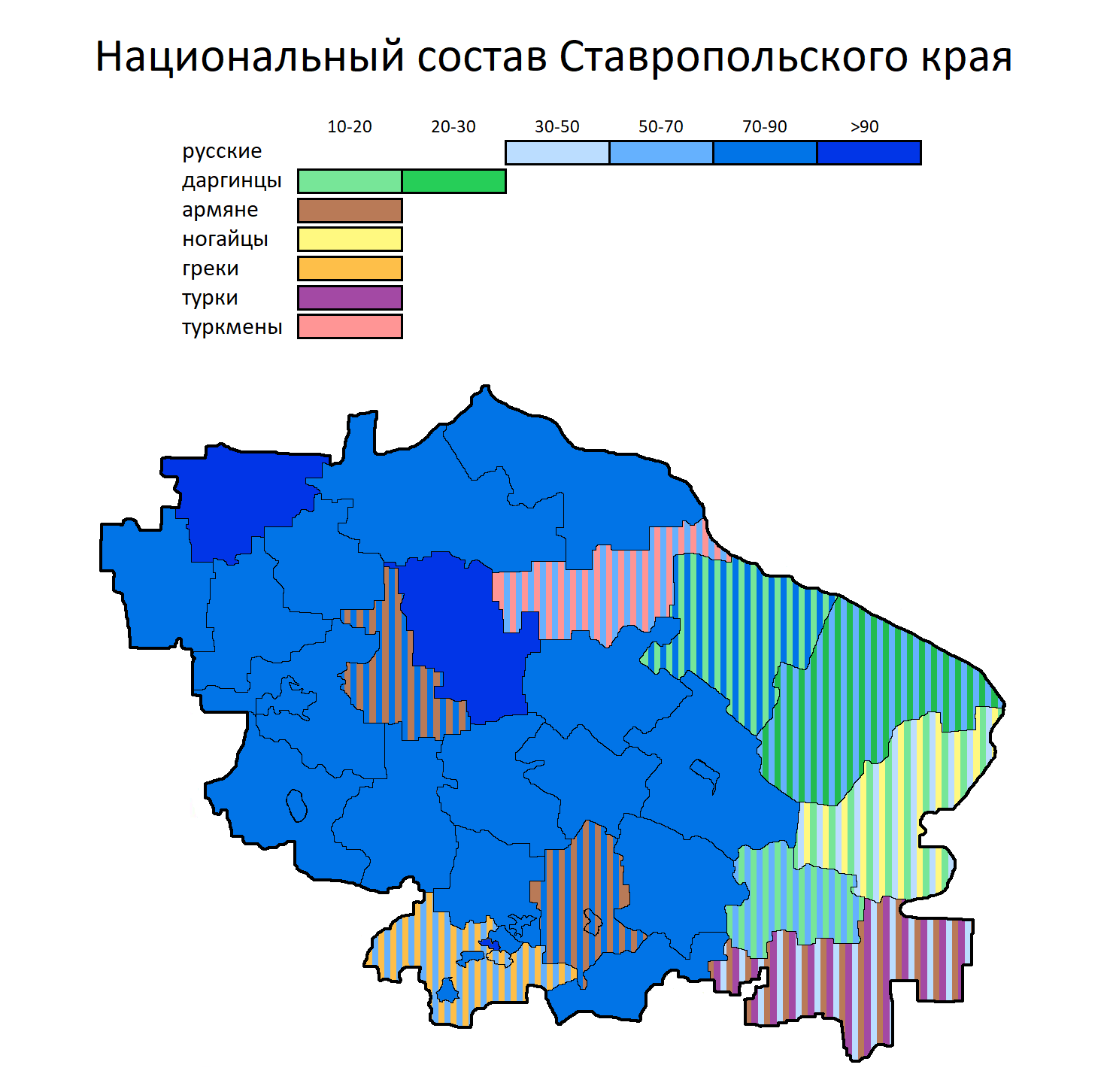
Национальный состав Ставропольского края по данным переписи населения 2010 г., в %

Численность населения края по данным Росстата составляет 2 884 363 чел. (2025). Плотность населения — 43,60 чел./км2 (2025). Городское население — 
60,97 % (2022).
Для края характерна естественная убыль населения, но в 2012 году впервые с 1995 года естественный прирост стал положительным (0,5).

### Национальный состав
Большинство населения края составляют русские. Есть крупные этнические общины армян, даргинцев, украинцев и греков. В предгорных районах — карачаевцев, кабардинцев и абазин.
По итогам переписи населения 2020 года проживали следующие национальности (национальности менее 1 % и другое, см. в сноске к строке «Другие»):
| Национальность | Численность, чел. | Доля     |
| -------------- | ----------------- | -------- |
| Русские        | 2 309 460         | 79,43 %  |
| Армяне         | 135 384           | 4,66 %   |
| Даргинцы       | 58 785            | 2,02 %   |
| Цыгане         | 38 045            | 1,31 %   |
| Другие         | 365 919           | 12,58 %  |
| Итого          | 2 907 593         | 100,00 % |

## Административно-территориальное деление
Территориальное устройство

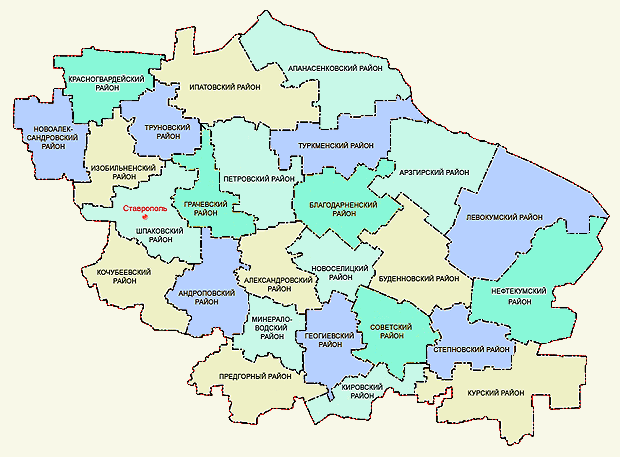
Районы Ставропольского края

В рамках территориального устройства край делится на территориальные единицы: 10 городов краевого значения и 26 районов.
Районы
1. Александровский район
2. Андроповский район
3. Апанасенковский район
4. Арзгирский район
5. Благодарненский район
6. Будённовский район
7. Георгиевский район
8. Грачёвский район
9. Изобильненский район
10. Ипатовский район
11. Кировский район
12. Кочубеевский район
13. Красногвардейский район
14. Курский район
15. Левокумский район
16. Минераловодский район
17. Нефтекумский район
18. Новоалександровский район
19. Новоселицкий район
20. Петровский район
21. Предгорный район
22. Советский район
23. Степновский район
24. Труновский район
25. Туркменский район
26. Шпаковский район

Муниципальное устройство
В рамках муниципального устройства, в границах территориальных единиц края к 1 января 2016 года образованы 315 муниципальных образований, в том числе:
- 9 городских округов,
- 25 муниципальных районов,
  - 13 городских поселений,
  - 268 сельских поселений.

К июню 2017 года:
- 17 городских округов,
- 16 муниципальных районов,
  - 2 городских поселения,
  - 166 сельских поселений.

Муниципальные районы (с марта 2020 года муниципальные округа)
1. Александровский
2. Андроповский
3. Апанасенковский
4. Арзгирский
5. Будённовский
6. Грачёвский
7. Кочубеевский
8. Красногвардейский
9. Курский
10. Левокумский
11. Новоселицкий
12. Предгорный
13. Степновский
14. Труновский
15. Туркменский
16. Шпаковский

16 марта 2020 года муниципальные районы с входящими в их состав городскими и сельскими поселениями были преобразованы в муниципальные округа.

## Населённые пункты
| №  | Населённый пункт  | Население (чел.) |
| -- | ----------------- | ---------------- |
| 1  | Ставрополь        | ↗562 964         |
| 2  | Пятигорск         | ↘142 895         |
| 3  | Кисловодск        | ↘125 931         |
| 4  | Ессентуки         | ↗124 038         |
| 5  | Михайловск        | ↗113 701         |
| 6  | Невинномысск      | ↘113 112         |
| 7  | Минеральные Воды  | ↘68 761          |
| 8  | Георгиевск        | ↘61 046          |
| 9  | Будённовск        | ↘56 258          |
| 10 | Изобильный        | ↘37 450          |
| 11 | Горячеводский     | ↗35 706          |
| 12 | Светлоград        | ↘34 406          |
| 13 | Зеленокумск       | ↘32 800          |
| 14 | Благодарный       | ↘30 632          |
| 15 | Иноземцево        | ↗28 091          |
| 16 | Кочубеевское      | ↗26 645          |
| 17 | Новоалександровск | ↘25 718          |
| 18 | Александровское   | ↘25 313          |
| 19 | Ипатово           | ↘25 163          |
| 20 | Ессентукская      | ↗24 710          |
| 21 | Лермонтов         | ↗23 336          |
| 22 | Нефтекумск        | ↘22 998          |
| 23 | Железноводск      | ↘21 727          |
| 24 | Новопавловск      | ↘20 490          |
| 25 | Суворовская       | ↗19 378          |
| 26 | Незлобная         | ↘19 000          |
| 27 | Свободы           | ↗18 455          |
| 28 | Краснокумское     | ↘16 700          |

| № | Населённый пункт | Площадь (км²) |
| - | ---------------- | ------------- |
| 1 | Ставрополь       | 171,7         |
| 2 | Невинномысск     | 100,4         |
| 3 | Пятигорск        | 97,0          |
| 4 | Железноводск     | 93,4          |
| 5 | Будённовск       | 77,3          |
| 6 | Кисловодск       | 71,8          |
| 7 | Светлоград       | 58,0          |
| 8 | Ессентуки        | 55,0          |
| 9 | Минеральные Воды | 51,7          |

## Награды

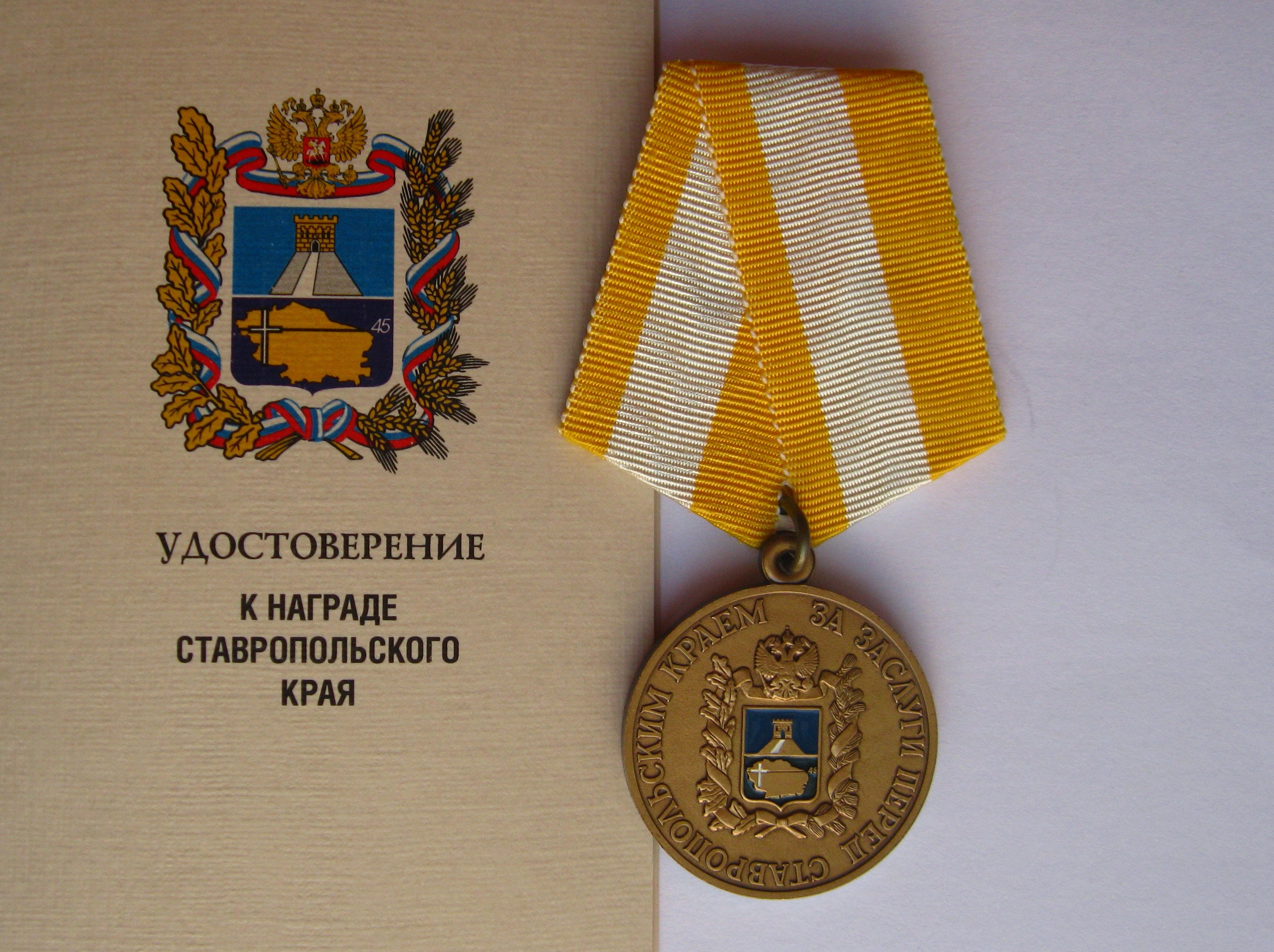
Медаль «За заслуги перед Ставропольским краем»

17 июля 2014 года Думой Ставропольского края принят Закон «О наградах в Ставропольском крае», регулирующий отношения в сфере наград в Ставропольском крае, определяющий правовые и организационные основы награждения наградами Ставропольского края, их вручения, ношения, хранения, а также полномочия органов исполнительной власти Ставропольского края, государственных органов Ставропольского края, органов местного самоуправления муниципальных образований Ставропольского края по учреждению ведомственных наград и наград органов местного самоуправления и награждению им.
Награды Ставропольского края являются высшей формой поощрения граждан, организаций, коллективов организаций за заслуги и особые достижения в различных областях деятельности, направленной на социально-экономическое развитие Ставропольского края, обеспечение благополучия населения Ставропольского края, и иные заслуги перед Ставропольским краем.
Наград Ставропольского края могут быть удостоены жители края и другие граждане Российской Федерации, иностранные граждане, лица без гражданства, организации, коллективы организаций, административно-территориальные образования и муниципальные образования края.
В 1997—2005 годах были награждены 15807 человек, 1432 коллектива предприятий, 2 муниципальных образования.
| Награды Ставропольского края | Награды Ставропольского края                                          | Награды Ставропольского края                   |
| Номер п/п                    | Наименование                                                          | Количество награждённых, чел. (1997—2005 годы) |
| ---------------------------- | --------------------------------------------------------------------- | ---------------------------------------------- |
| 1.                           | Звание «Почётный гражданин Ставропольского края»                      | 12                                             |
| 2.                           | Медаль «Герой труда Ставрополья»                                      | 5                                              |
| 3.                           | Медаль «За заслуги перед Ставропольским краем»                        | 686                                            |
| 4.                           | Медаль «За доблестный труд» I, II, III степени                        | 1 (II) / 527 (III)                             |
| 5.                           | Медаль «Материнская слава» I, II, III степени                         |                                                |
| 6.                           | Медаль «За заслуги в развитии законодательства в Ставропольском крае» |                                                |
| 7.                           | Премия Ставропольского края                                           | 41                                             |
| 8.                           | Почётная грамота Губернатора Ставропольского края                     | 12272                                          |
| 9.                           | Почётная грамота Думы Ставропольского края                            |                                                |
| 10.                          | Почётная грамота Правительства Ставропольского края                   | 2263                                           |
| 11.                          | Диплом Правительства Ставропольского края                             | 2263                                           |

28 июня 2018 года Думой Ставропольского края принят Закон «О почётных званиях населённых пунктов Ставропольского края», устанавливающий правовые основы присвоения населённым пунктам Ставропольского края почётных званий в целях увековечения памяти погибших при защите Отечества на территории края, событий, которые сыграли значительную роль в Великой Отечественной войне и иных исторических периодах отечественной истории, сохранения военно-исторического наследия, а также патриотического воспитания граждан.
- Почётное звание «Город воинской доблести», «Населённый пункт воинской доблести» присваивается соответственно городам, иным населённым пунктам Ставропольского края, на территории которых или в непосредственной близости от которых в ходе боевых действий защитники Отечества проявили мужество, стойкость и героизм;
- Почётное звание «Город военно-исторического наследия», «Населённый пункт военно-исторического наследия» присваивается соответственно городам, иным населённым пунктам Ставропольского края, связанным с событиями, сыгравшими значительную роль в военной истории Отечества;
- Почётное звание «Рубеж воинской доблести» присваивается нескольким населённым пунктам Ставропольского края, на территории которых или в непосредственной близости от которых проходила линия обороны, где в ходе боевых действий защитники Отечества проявили мужество, стойкость и героизм[44].

## Наука, образование и культура
Научные учреждения
- Северо-Кавказский инженерно-геологический центр (СКИГЦ). Образован в 1957 году в Ставрополе. Является головной научно-исследовательской организацией Госстроя России по инженерным изысканиям, геоэкологии, гидрогеологии и борьбе с опасными геологическими процессами на Северном Кавказе[45][46].
- Северо-Кавказский научно-исследовательский институт природных газов (СевКавНИПИгаз). Создан на базе Ставропольской комплексной научно-исследовательской лаборатории ВНИИ газа (открыта в 1962 году в Ставрополе)[47].
- Северо-Кавказский федеральный научный аграрный центр (до 2017 года — Ставропольский научно-исследовательский институт сельского хозяйства (СНИИСХ)[48][49]). Образован в 1912 году на базе Святокрестовского опытно-показательного поля[50] В 2013 году вошёл в структуру Федерального агентства научных организаций с присвоением ему статуса федерального государственного бюджетного научного учреждения[48].
- Ставропольский научно-исследовательский институт гидротехники и мелиорации (СтавНИИГиМ). Создан в 1971 году на базе Ставропольской опытно-мелиоративной станции[51]. В настоящее время не действует[52][53].
- Ставропольский научно-исследовательский институт животноводства и кормопроизводства (СНИИЖК). Образован в 2001 году в Ставрополе в ходе объединения Всероссийского научно исследовательского института овцеводства и козоводства, Ставропольского НИИ животноводства и кормопроизводства, НИИ заготовок и первичной обработки шерсти и научно-исследовательской ветеринарной станции. Является государственным научным учреждением Российской академии сельскохозяйственных наук, крупнейшим научным учреждением животноводческого профиля в Российской Федерации[54][55].
- Ставропольский научно-исследовательский институт комплексного использования молочного сырья (НИИКиМ). В настоящее время не действует[53].
- Ставропольский научно-исследовательский и проектно-изыскательский институт по землеустройству (СтавропольНИИгипрозем). В настоящее время не действует[53].
- Ставропольский противочумный институт Роспотребнадзора. Образован в 1952 году на базе Ставропольской противочумной станции (основана в 1934 году)[56].

Высшее образование
В вузах и филиалах вузов, расположенных на территории Ставропольского края, в 2021—2022 учебном году по программам бакалавриата, специалитета и магистратуры обучались 65 466 студентов, что составляет 1,61 % от контингента по РФ.
- Институт дружбы народов Кавказа
- Невинномысский институт экономики, управления и права
- Пятигорский государственный университет
- Пятигорский медико-фармацевтический институт — филиал ВолгГМУ
- Северо-Кавказский федеральный университет
- Ставропольский государственный аграрный университет
- Ставропольский государственный медицинский университет
- Ставропольский институт управления
- Ставропольский коммерческий социальный институт
- Ставропольский институт сервиса

Ставропольский край с 1 апреля 2010 года участвует в проведении эксперимента по преподаванию курса «Основы религиозных культур и светской этики» (включает «Основы православной культуры», «Основы исламской культуры», «Основы буддийской культуры», «Основы иудейской культуры», «Основы мировых религиозных культур», и «Основы светской этики»).
Культура
- Северо-Кавказская государственная академическая филармония имени В. И. Сафонова
- Ставропольская государственная филармония — старейшая в крае музыкально-просветительская организация. Основана в 1902 году[59].
- Альманах «Литературное Ставрополье». Первый номер вышел 28 января 1941 года под названием «Альманах литераторов Ставрополья». Последние два номера вышли в 1992 году. Возобновлён в 2005 году под названием «Литературное Ставрополье»[60].
- Фестиваль «Музыкальная осень Ставрополья». Первый фестиваль открылся 6 сентября 1968 года[61].

СМИ
- Молодой ленинец (16.03.1934—1941, 1950—1992) — комсомольская газета Ставропольского края. В 1990-е годы называлась «Утро». Закрыта[62]

## Курорты
Кавказские Минеральные Воды — один из крупнейших курортных регионов Российской Федерации, который по богатству, разнообразию, количеству и ценности минеральных вод и лечебной грязи не имеет аналогов в России.

## Экономика
Особая экономическая зона туристско-рекреационного типа «Гранд Спа Юца» создана в соответствии с Постановлением № 71 Правительства Российской Федерации от 3 февраля 2007 года на территории Ставропольского края. С декабря 2012 года Туристско-рекреационная особая экономическая зона «Гранд Спа Юца» Ставропольского края включена в Северокавказский туристический кластер, которым управляет ОАО «Курорты Северного Кавказа»

### Промышленность
Основные отрасли промышленности — машиностроение (электротехническое оборудования, станки, приборы, автокраны, автоприцепы), электроэнергетика, добыча и переработка нефти и газа, пищевая (винодельческая, масложировая и консервная в Георгиевске, сахарная в Изобильном), химическая (минеральные удобрения в Невинномысске, оргсинтез в Будённовске), строительных материалов (стекольная в Минеральных Водах), лёгкая (шерстяная в Невинномысске, кожевенная в Будённовске), мебельная, микробиологическая (Ставрополь).

### Энергетика
По состоянию на июнь 2021 года в крае эксплуатируется 21 электростанция общей мощностью 4506,45 МВт, в том числе десять ГЭС, одна солнечная, восемь тепловых и две ветряных (Кочубеевская и Кармалиновская) электростанций. В 2019 году они произвели 14 690 млн кВт·ч электроэнергии (с учётом Кубанских ГЭС-1, ГЭС-2 и ГАЭС, находящихся на территории Карачаево-Черкесии, но организационно входящих в Ставропольскую энергосистему).
Крупнейшие объекты:
- Ставропольская ГРЭС — 2400 МВт
- Невинномысская ГРЭС — 1530 МВт
- Будённовская ПГУ-ТЭС — 135 МВт[66])
- Кочубеевская ВЭС — 210 МВт
- Бондаревская ВЭС — 120 МВт[67]. Запущена 1 сентября 2021 года
- Кармалиновская ВЭС — 60 МВт
- Кубанская ГЭС-3 — 87 МВт
- Кубанская ГЭС-4 — 78 МВт
- Егорлыкская ГЭС — 30 МВт
- Кисловодская ТЭЦ — 12 МВт

Объём производства тепловой энергии в год составляет около 11 млн. Гкал.
Потребление энергоресурсов на 2006 год:
- Природный газ — 10 млрд м³
- Нефтепродукты — более 1,2 млн т.

### Сельское хозяйство

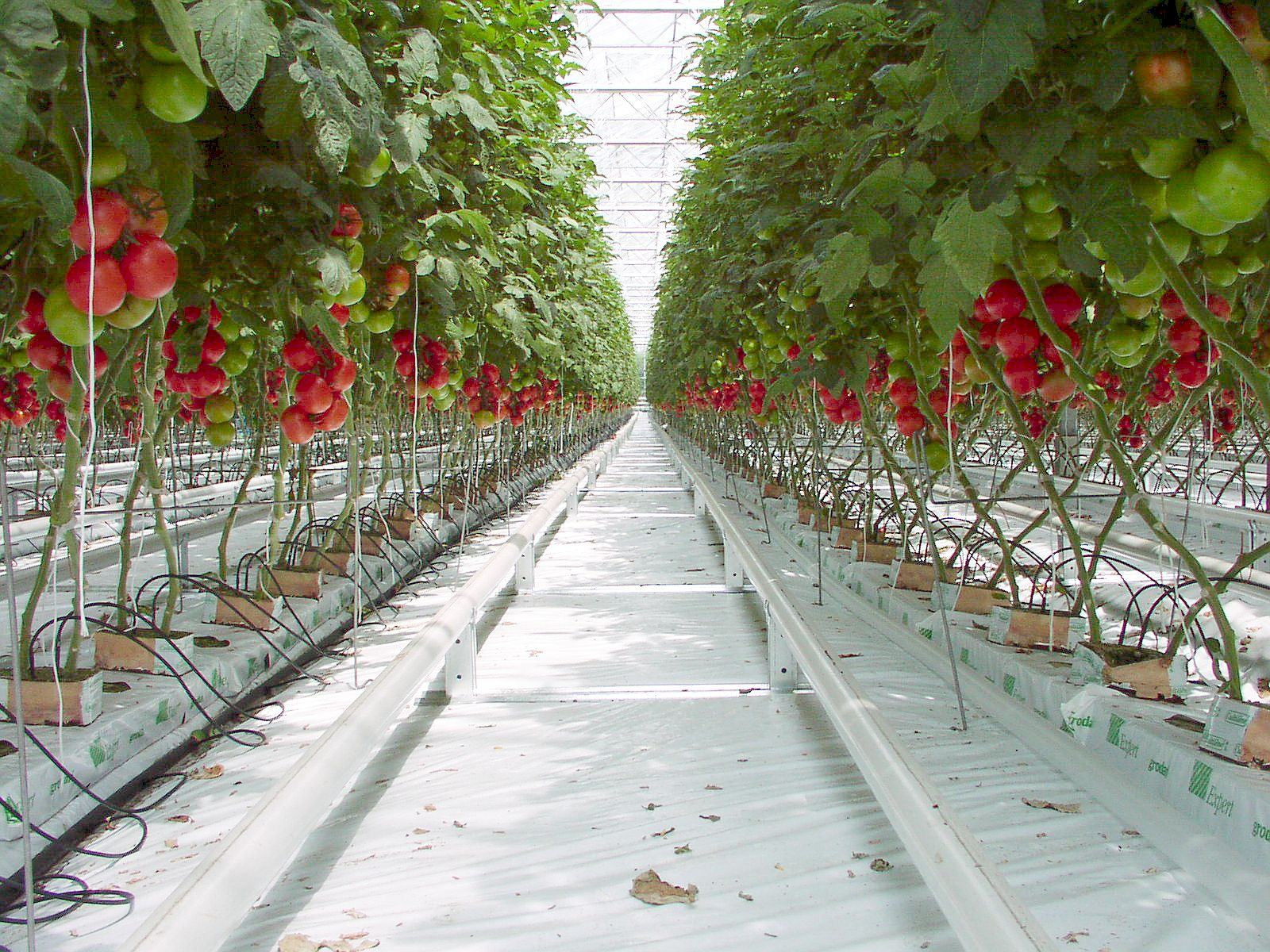

Специализируется на выращивании зерна и подсолнечника, ведущая роль в животноводстве принадлежит скотоводству, тонкорунному овцеводству. Широко развито садоводство, виноградарство, птицеводство, свиноводство, пчеловодство.
Растениеводство
Ставрополье один из лидеров по производству томатов в защищённом грунте: на край приходится более 14 % от общероссийских объёмов тепличных помидоров. Кроме того, производство салатных культур: рукола, мизуна, шпинат, корн, мангольд, татцой, дуболистный салат. Также, в теплицах региона выращивают огурцы, сладкий перец и баклажаны.
В 2020 году урожай зерновых и зернобобовых культур составил 5,2 млн тонн (без кукурузы). Кукурузы намолочено 376,8 тысячи тонн.
В 2022 году на 8 августа завершена уборка зерновых и зернобобовых культур на площади 2216,2 тыс. га, валовой сбор — 8529,2 тыс. т (без кукурузы). В частности, озимая пшеница убрана с 1792,5 тыс. га, при средней урожайности 38,1 ц/га получено 6836 тыс. т зерна; ячмень обмолочен на 204,7 тыс. га, при урожайности 44,1 ц/га сбор составил 903 тыс. т. На 21 ноября с 80 % площадей собрано 675 тыс. тонн кукурузы, урожайность 62,6 ц/га.
| тыс. гектар | 4207 | 3433,9 | 3268,9 | 2851,6 | 2736,8 | 2890,5 | 3051,9 | 2937,4 |

Садоводство
В Петровском округе заложили персиковый и абрикосовый сады. Весной 2021 года планируется заложить 328,6 гектаров многолетних насаждений яблонь, груш, черешни, слив, персиков и абрикос. Питомники ООО "Плодообъединение «Сады Ставрополья» Минераловодского округа, СПК «Восход» Кировского округа, К(Ф)Х Усова из Георгиевского округа ежегодно производят 4 млн саженцев для закладки садов. Весной 2020 года было высажено 528 га садов, а всего по итогам 2020 года — 807 га.
Край вошёл в топ-10 субъектов РФ по валовому сбору плодов и ягод. В 2022 году собрали с 3500 га 74,1 тыс. тонн яблок, что в 1,5 раза больше показателя 2021 года. Всего на Ставрополье выращиванием плодовых культур занимаются 50 хозяйств в 19 округах. Общая мощность плодохранилищ в регионе составляет 50 тыс. тонн. К 2024 году, при условии сохранения ежегодной площади закладки свыше 600 га, ставропольские аграрии могут занять садами до 7 тыс. га и увеличить производство до 100 тыс. тонн плодов..
На 2022 год 188 га заняты под промышленными посадками грецкого ореха, фундука и миндаля. Основные предприятия, где заложены молодые ореховые сады, сосредоточены в Предгорном, Новоалександровском, Курском, Кочубеевском округах. В Изобильненском округе в 2022—2023 годах планируется заложить сад фундука площадью 400 га. Ореховодство, при подходящих климатических условиях, считается одним из наиболее рентабельных направлений развития садоводства.

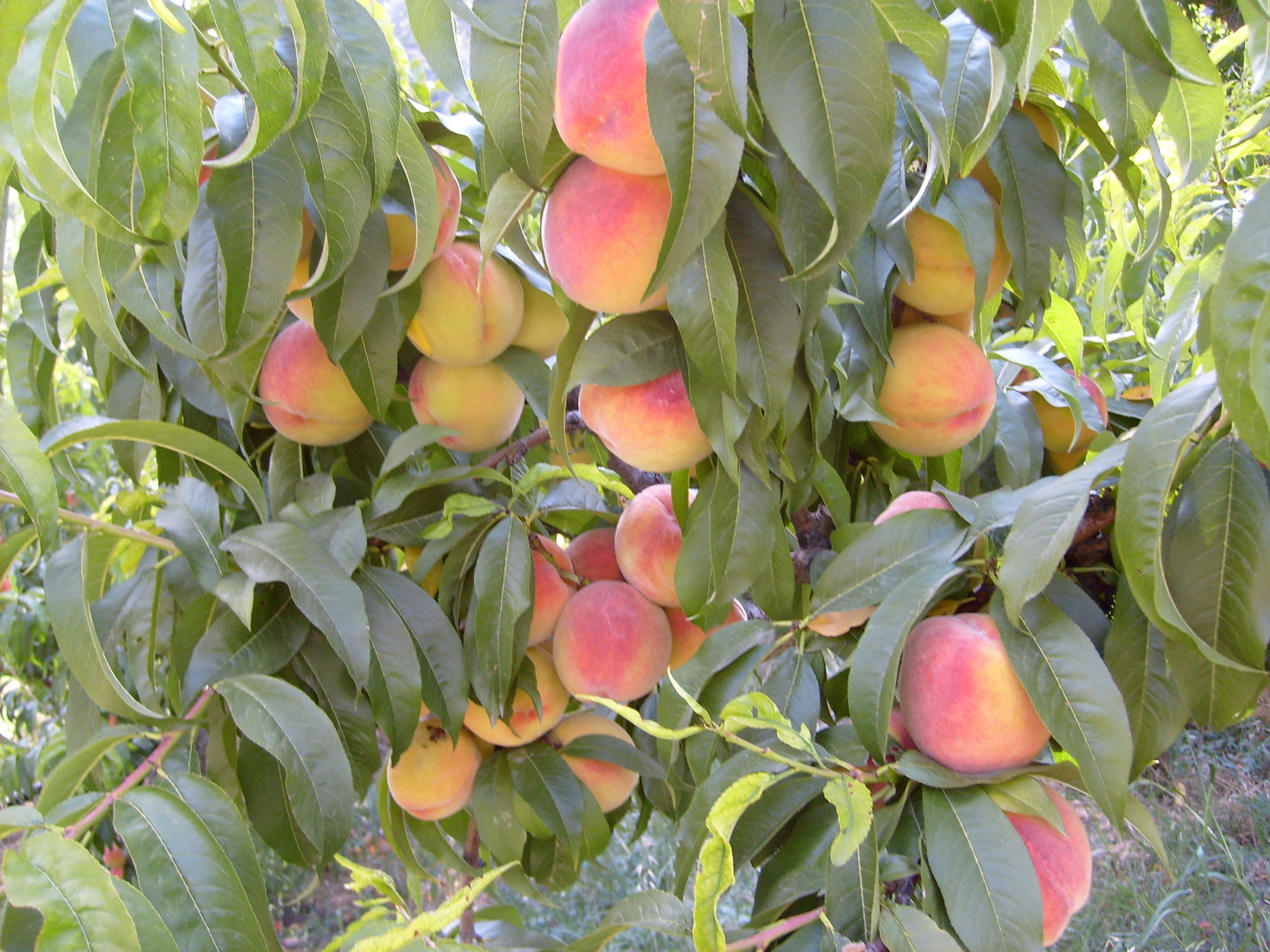

В 2020 году собрано 26,6 тысяч тонн яблок. В промышленных масштабах в крае активно занимаются летними и осенне-зимними сортами яблок: «гала», «голден делишес», «ред делишес», «женева», «джеромини», «гренни смит».
Животноводство
На 1 января 2022 года в хозяйствах всех категорий насчитывалось 265,2 тыс. (-4,7 %) голов крупного рогатого скота, из них коров 134,0 тыс. (-4,2 %) голов, 370,6 тыс. (-2,9 %) свиней, 1195,5 тыс. (-13,0 %) овец и коз, 24 126,7 тыс. (+16,3 %) птицы, 5817 лошадей (-6,2 %), 30 056 пчелосемей (-14 %).
На Ставрополье действуют 11 племенных хозяйств молочного направления продуктивности, три племенных завода, генофондное хозяйство и семь племрепродукторов. В племенных хозяйствах края разводятся коровы шести пород: айрширская, голштинская черно-пестрой масти, чёрно-пёстрая, красная степная и джерсейская. Племорганизациями ежегодно реализуется не менее 10 % племенного молодняка для крестьянских хозяйств края. По состоянию на 1 января 2021 года в сельхозпредприятиях Ставрополья содержалось 45,9 тысяч голов КРС, включая племенное поголовье — 17,5 тысяч. На долю племенных предприятий приходится 54,4 % от всего объёма молока, произведённого сельхозпредприятиями. В целом по краю во всех формах хозяйствования на начало 2021 года числилось 120 тысяч голов молочных коров. Производство молока в хозяйствах всех категорий за 2020 год составило 507 тысяч тонн. Повышение продуктивности молочного скота и увеличения его поголовья — одна из приоритетных задач развития животноводства на ближайшее время.

### Транспорт

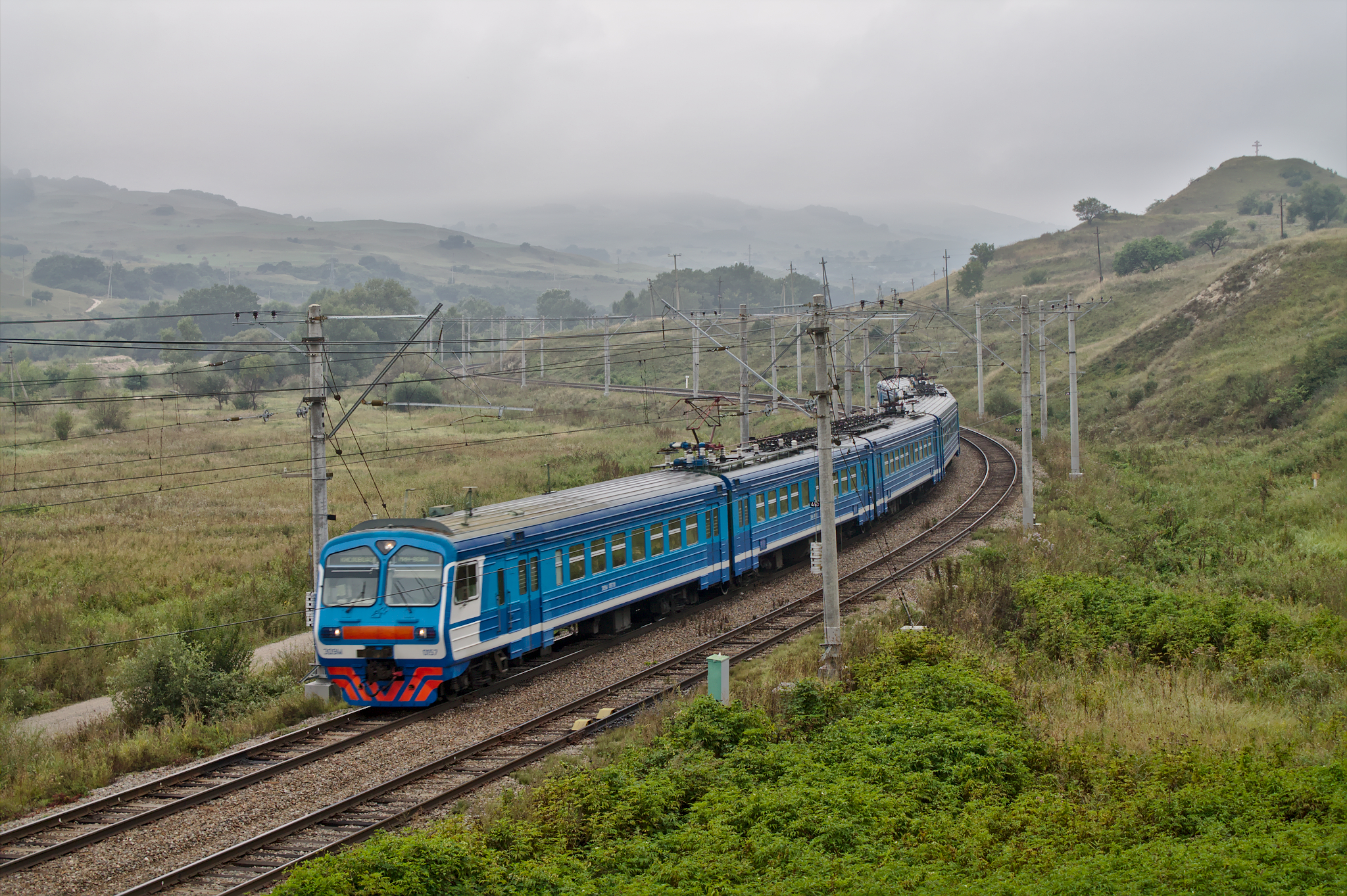
Электропоезд ЭД9М на перегоне Подкумок―Белый Уголь

Железнодорожный транспорт
Железнодорожный транспорт края представляет собой единый производственно-технологический комплекс, в состав которого входят более 30 структурных подразделений, 7 железнодорожных вокзалов и 47 линейных станций. Железнодорожная сеть в крае охватывает 18 из 26 муниципальных районов.
Основная железная дорога — участок Армавир — Невинномысск — Минеральные Воды — Георгиевск — Новопавловск — Прохладный двухпутной электрифицированной магистрали Москва — Ростов-на-Дону — Баку с однопутными тепловозными ответвлениями на Усть-Джегуту и Будённовск, а также двухпутной электрифицированной веткой на Кисловодск.
Кроме того через Ставрополь и Светлоград проложены неэлектрифицированные однопутные линии от станции Кавказская на Элисту с ответвлением на Будённовск. Имеется также железнодорожная линия Передовая — Красная Гвардия.
Крупное локомотивное депо: Минеральные Воды.
Всё железнодорожное хозяйство относится к Северо-Кавказской железной дороге.
Автомобильный транспорт

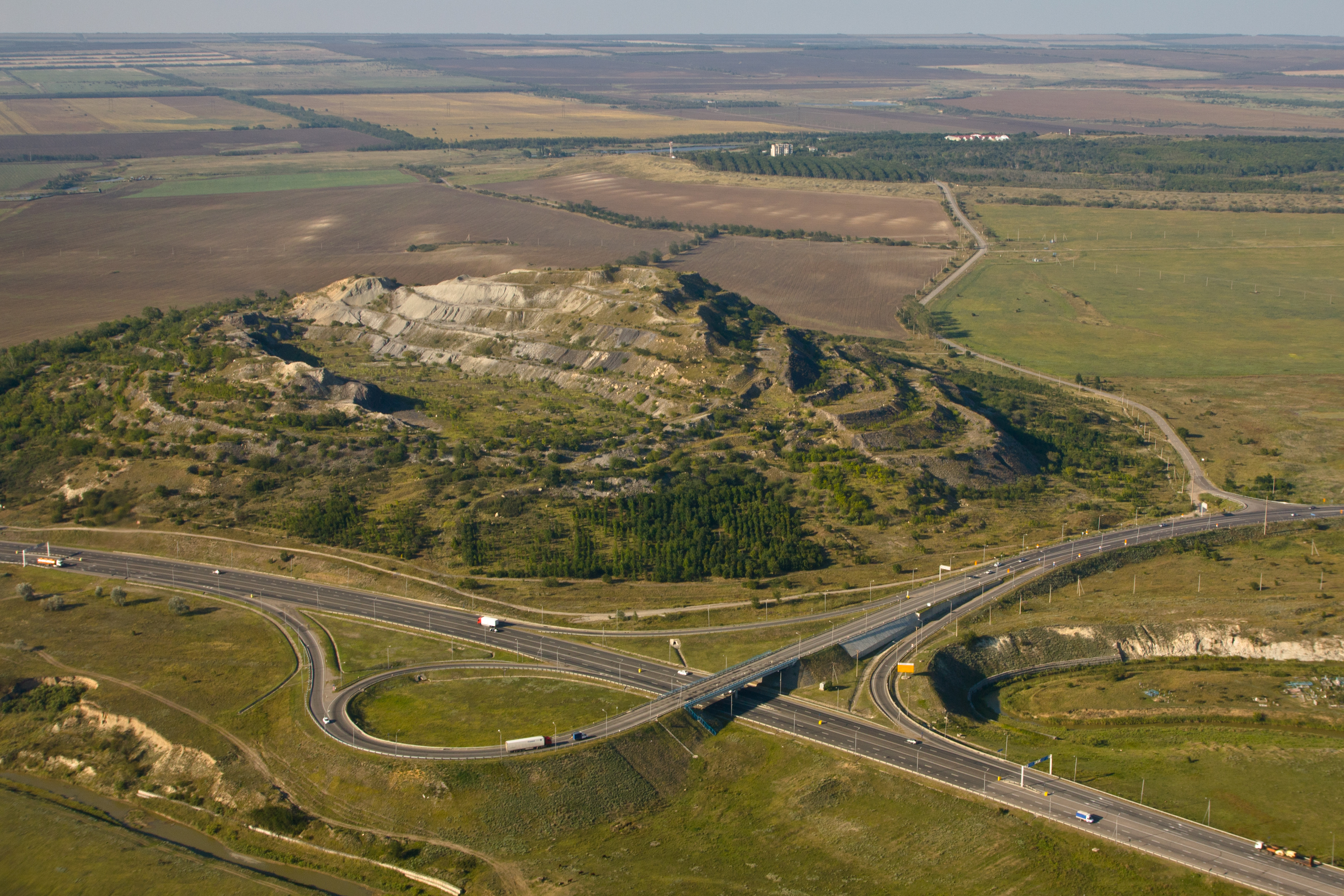
Трасса Р-217 «Кавказ» вблизи Минеральных Вод

Основная автомобильная дорога Р-217 «Кавказ» проходящая через Невинномысск, Минеральные Воды и Пятигорск, с подходными дорогами на Ставрополь и далее на Элисту и Астрахань; на Черкесск; на Кисловодск; через Георгиевск, через Зеленокумск и Будённовск на Нефтекумск и далее в Дагестан и Калмыкию.
Основные автомобильные узлы: Минеральные Воды, Невинномысск и Пятигорск.
Авиационный транспорт
Воздушный транспорт края представлен международными аэропортами в Минеральных Водах и в Ставрополе:
- Минеральные Воды (армобетон 3900×60 и 4100×48).
- Ставрополь (Шпаковское) (асфальтобетон 2600×48, грунт 2500×80) находится в 12 километрах к северо-востоку от Ставрополя

Трубопроводный транспорт
В регионе очень густая и протяжённая сеть промысловых и магистральных трубопроводов:
- Нефтепровод Каспийского трубопроводного консорциума перекачивающий более 30 млн т нефти в год на черноморские терминалы
- Северо-кавказский нефтепровод Баку — Махачкала — Малгобек — Тихорецк с примыканием ветки на НПС Комсомольская (Калмыкия)
- Газопровод «Северный Кавказ — Центр»
- От города Изобильный начинается газопровод «Голубой поток» рабочей мощностью в 7,5 млрд м³ (2006)
- Продуктопровод Моздок — Ростов-на-Дону с отводами на Ставрополь и Будённовск
- Плотная сеть промысловых нефте-, газо- и продуктопроводов, потребительских газопроводов

Электротранспорт

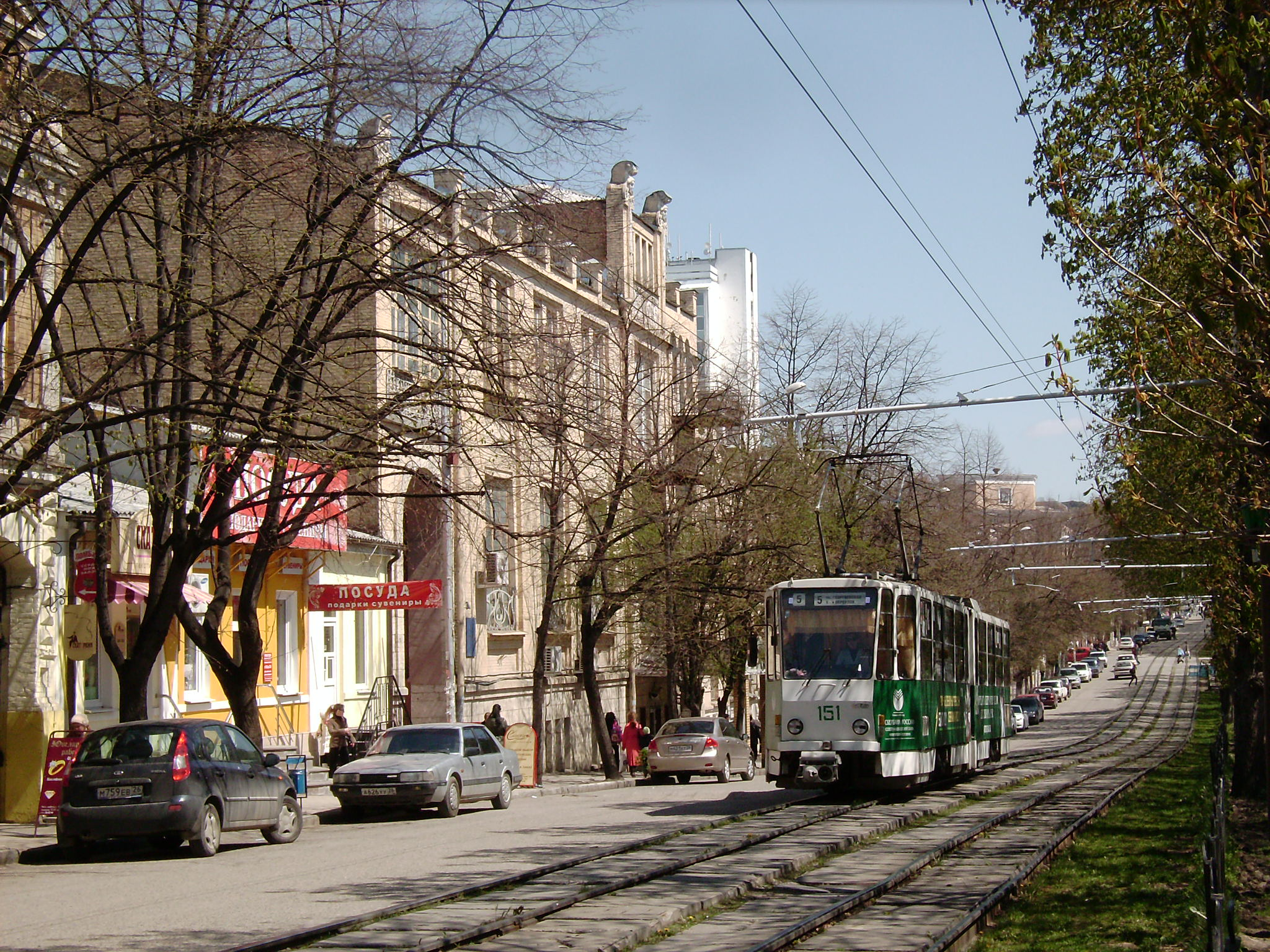
Пятигорский трамвай

По территории региона проходит магистральная линия электропередачи 500 кВ Ростовская АЭС — Ставропольская ГРЭС — Ингурская ГЭС.
Крупнейшая подстанция региона расположена в Будённовске (500 кВ) связывающая системы северного Кавказа и Дагестана с Ростовской АЭС.
Городской транспорт
Из городского транспорта интересны Пятигорский узкоколейный трамвай и Ставропольский троллейбус.

## Связь
Интернет
- Билайн
- МегаФон
- МТС
- Ростелеком
- Yota
- ООО «Пост ЛТД»
- ЗАО «Поток»
- ООО «ЛЕККС»
- ООО «КМВ Телеком»
- ООО «МУЛЬТИРЕГИОН»
- ООО «МегалогПлюс»
- ООО «КавказИнтернетСервис»
- ООО «Тивиком»
- ООО «Серди»
- Синтерра-Юг
- Оранж
- КавказТрансТелеком
- ООО «Сеть»
- ООО «Ставропольские Коммуникации»
- ООО «Телко»
- СКГТУ
- Ставнет
- ООО «Квартал Плюс»
- ООО «Первое Цифрое Телевидение»
- ООО «СКС»
- ООО «ККС»
- ООО «Метрополь»
- ООО «МобайлТренд»
- ООО «Телетекст»
- ООО «Адопт»
- ООО «Анет»

## Спорт
- Футбольный клуб Динамо ГТС
- Футбольный клуб «Машук-КМВ»
- Волейбольный клуб «Газпром-Ставрополь»
- Баскетбольный клуб «Динамо-Ставрополь»
- Ставропольский стадион «Динамо» вместимостью 15 817 зрителей
- Пятигорский стадион «Центральный»
- Пятигорский ипподром
- Мотобольный клуб «Колос» (г. Ипатово) — чемпион России 2018 года[83]
- Мотобольный клуб «Спутник» (с. Октябрьское, Ипатовский район)

## Руководители края
Первые секретари крайкома
- 1937—1938 — Константин Максимович Сергеев (1893—1938)
- 1938—1939 — Дмитрий Георгиевич Гончаров (1906—1979)
- 1939—1942 и 1943—1944 — Михаил Андреевич Суслов (1902—1982)
- 1944—1946 — Александр Леонидович Орлов (1907—1969)
- 1946—1956 — Иван Павлович Бойцов (1896—1988)
- 1956—1960 — Иван Кононович Лебедев (1907—1972)
- 1960—1960 — Николай Ильич Беляев (1903—1966)
- 1960—1964 — Фёдор Давыдович Кулаков (1918—1978)
- 1963—1964 — Николай Васильевич Босенко (1918—1995)
- 1964—1970 — Леонид Николаевич Ефремов (1912—2007)
- 1970—1978 — Михаил Сергеевич Горбачёв (1931—2022)
- 1978—1985 — Всеволод Серафимович Мураховский (1926—2017)
- 1985—1991 — Иван Сергеевич Болдырев (р. 1937)

Главы краевой администрации
- 1991—1995 — Евгений Семёнович Кузнецов (1938—2005)
- 1995—1996 — Пётр Петрович Марченко (р. 1948)

Губернаторы
- 1996—2008 — Александр Леонидович Черногоров (р. 1959)
- 2008—2012 — Валерий Вениаминович Гаевский (р. 1958)
- 2012—2013 — Валерий Георгиевич Зеренков (р. 1948)
- с 2014 года (в 2013—2014 годах и. о.) — Владимир Владимирович Владимиров (р. 1975)

## Почётные граждане Ставропольского края
На 12 апреля 2022 года:
- Афонин Вениамин Георгиевич
- Белый Юрий Васильевич
- Блесков Александр Алексеевич
- Богачёв Иван Андреевич
- Варшавский Михаил Николаевич
- Володин Борис Михайлович
- Голодников Николай Герасимович
- Гоноченко Алексей Алексеевич
- Гонтарь Юрий Афанасьевич
- Горлов Григорий Кириллович
- Гречишкин Павел Моисеевич
- Гударенко Раиса Фёдоровна
- Дерябин Александр Владимирович
- Жезлов Николай Игнатьевич
- Зеренков Валерий Георгиевич
- Казначеев Виктор Алексеевич
- Калайтанова Галина Андреевна
- Калягин Виктор Владимирович
- Кашурин Николай Иванович
- Коробейников Анатолий Антонович
- Кузнецов Евгений Семёнович
- Маркарьянц Владимир Суренович
- Марченко Пётр Петрович
- Михайленко Виталий Иванович
- Мороз Василий Андреевич
- Мураховский Всеволод Серафимович
- Некрасов Владислав Сергеевич
- Розенфельд Борис Матвеевич
- Сляднева Валентина Ивановна
- Старшиков Георгий Георгиевич
- Таранов Иван Тихонович
- Титенко Андрей Лаврентьевич
- Ткачёв Владимир Яковлевич
- Травов Василий Павлович
- Трухачёв Владимир Иванович
- Хуртаев Георгий Савельевич
- Чумакова Татьяна Арсентьевна
- Чуриков Андрей Александрович
- Шевелёв Сергей Арнольдович
- Шикунов Михаил Иванович
- Шиянов Александр Акимович
- Шумский Александр Алексеевич